# Thomas Sankara
Pour les articles homonymes, voir Sankara.
Thomas Sankara, né le 21 décembre 1949 à Yako (Haute-Volta) et mort assassiné le 15 octobre 1987 à Ouagadougou (Burkina Faso), est un militaire et homme d'État voltaïque, puis burkinabè, chef de l’État de la république de Haute-Volta, rebaptisée Burkina Faso, de 1983 à 1987.
Marxiste-léniniste,, anti-impérialiste, révolutionnaire, écologiste, féministe, panafricaniste et tiers-mondiste, il est le président du pays durant la période de la première révolution burkinabè du 4 août 1983 au 15 octobre 1987, qu'il finit par totalement incarner. Durant ces quatre années, il mène à marche forcée, y compris en réprimant certains syndicats et partis d'opposition, une politique d'émancipation nationale, de développement du pays, de protection de l'environnement, de lutte contre la corruption ou encore de libération des femmes. Il parvient à éradiquer la faim dans le pays, ce qui est salué par les instances internationales. Il est également à l'origine du changement du nom de la Haute-Volta issu de la colonisation en un nom issu de la tradition africaine : Burkina Faso, qui est un mélange de moré et de dioula et signifie « pays [ou « patrie »] des hommes intègres / honnêtes ».
Il est assassiné sur ordre de Blaise Compaoré, lequel prend le pouvoir le 15 octobre 1987 et est condamné à perpétuité en 2022 pour ce meurtre. Le souvenir de Sankara reste vivace dans la jeunesse burkinabé mais aussi plus généralement en Afrique, qui en a fait une icône, un « Che Guevara africain », aux côtés notamment de Patrice Lumumba.

## Situation personnelle

### Jeunesse et formation
Thomas Isidore Noël Sankara est fils d'un père Silmi-Mossi — originaire du village de Sitoèga dans le département de Bokin dans la province du Passoré — et d'une mère Mossi de milieu modeste originaire de Ziniaré, et grandit entre valeurs militaires et religiosité chrétienne. Son père est un ancien combattant de l'armée française et prisonnier de guerre de la Seconde Guerre mondiale. Les affectations successives de son père, devenu infirmier-gendarme, dans plusieurs régions du pays, lui permettent d'échapper à la grande pauvreté dans laquelle vivent la plupart des « indigènes ».
Il a plusieurs frères et sœurs, dont Pascal, Paul, Pauline, Lydie, Odile et Blandine Sankara.
Deux de ses cousins, Ernest Nongma Ouédraogo (ministre de l’Intérieur) et Vincent Ouédraogo (ambassadeur du Burkina Faso à Cuba), occupent des postes importants sous la Révolution sankariste.
Thomas Sankara est marié [Quand ?] à Mariam Sankara, avec qui il a deux enfants, Philippe et Auguste Sankara.
Il fait ses études secondaires d'abord au lycée Ouezzin Coulibaly de Bobo-Dioulasso, deuxième ville et capitale économique du pays puis, de la seconde au baccalauréat, à Ouagadougou (capitale politique du Burkina), au Prytanée militaire de Kadiogo. Durant ses études, il côtoie des fils de colons. Il sert la messe mais refuse d'entrer au séminaire. Il suit, tout comme Blaise Compaoré, une formation d'officier à l'École militaire inter-armes (EMIA) de Yaoundé au Cameroun, puis à l'Académie militaire d'Antsirabe, à Madagascar (où il étudie les sciences politiques, l'économie politique, le français et les sciences agricoles), et devient en 1976 commandant du CNEC, le Centre national d'entraînement commando, situé à Pô, dans la province du Nahouri, à 150 km au sud de la capitale. La même année, ils prennent part à un stage d'aguerrissement au Maroc. Ensemble, ils fondent le Regroupement des officiers communistes (ROC) dont les autres membres les plus connus sont Henri Zongo, Boukary Kabore, Blaise Compaoré et Jean-Baptiste Boukary Lingani.
Durant ses études à Madagascar, où il fréquente de jeunes coopérants marxistes comme Guy Pourcet ou François de Negroni,, il assiste en 1972 à la révolution qui conduit à la fin du régime de Philibert Tsiranana. Cela l'amène à concevoir l'idée d'une « révolution démocratique et populaire ». De retour en Haute-Volta en 1973 avec le grade de sous-lieutenant, il est affecté à la formation des jeunes recrues. Il s'y fait remarquer par sa conception de la formation militaire dans laquelle il inclut un enseignement sur les droits et les devoirs du citoyen, insistant sur la formation politique des soldats : « sans formation politique patriotique, un militaire n'est qu'un criminel en puissance », a-t-il coutume de dire. En 1974, il s'illustre militairement lors de la guerre avec le Mali, ce qui lui donne une renommée nationale. Capitaine, il crée ensuite une organisation clandestine avec d'autres officiers, se rapproche de militants d'extrême gauche et fait de nombreuses lectures.

## Parcours politique

### Entrée en politique
À la fin des années 1970 et au début des années 1980, la Haute-Volta, tel que s'appelait alors le Burkina Faso, connaît une alternance de périodes autoritaires et de démocratie parlementaire. Les personnalités politiques sont coupées de la petite bourgeoisie urbaine politisée, et cette scission est renforcée par des scandales financiers. Cela amène de jeunes officiers ambitieux et désireux de moderniser le pays comme Thomas Sankara à s'investir en politique, se posant en contraste avec des hommes politiques plus âgés et moins éduqués. Un coup d'État militaire a lieu en novembre 1980 mais le nouveau régime, bien que populaire, se montre rapidement répressif et lie l'armée à des scandales.
Thomas Sankara reste passif pendant le coup d’État. Populaire, il est nommé en septembre 1981 secrétaire d'État à l'Information dans le gouvernement du colonel Saye Zerbo avant de démissionner en réaction à la suppression du droit de grève, déclarant le 21 avril 1982, en direct à la télévision : « Malheur à ceux qui bâillonnent le peuple ». Il est alors dégradé et chassé de la capitale.
Le 7 novembre 1982, un nouveau coup d'État porte au pouvoir le médecin militaire Jean-Baptiste Ouédraogo. Plus tard, ce dernier assurera que le coup d’État avait été préparé au seul profit de Thomas Sankara mais que ce dernier avait décliné l’offre au dernier moment. On l'avait donc choisi, contre son gré, parce qu'il était l’officier le plus ancien dans le grade de commandant.
Sankara devient Premier ministre en janvier 1983 d'un Conseil de salut du peuple (CSP), position acquise grâce au rapport de forces favorable au camp progressiste au sein de l’armée. Il se prononce ouvertement pour la rupture du rapport « néocolonial » qui lie la Haute-Volta à la France : « Lorsque le peuple se met debout, l’impérialisme tremble. L’impérialisme qui nous regarde est inquiet. Il tremble. L’impérialisme se demande comment il pourra rompre le lien qui existe entre le CSP [le gouvernement] et le peuple. L’impérialisme tremble. Il tremble parce qu'ici à Ouagadougou, nous allons l'enterrer ». Il poursuit sur cette ligne en invitant, en avril, le dirigeant libyen Mouammar Kadhafi. Le 17 mai, il est limogé et mis en résidence surveillée, peut-être sous la pression de la France,,,.

### Coup d'État et révolution démocratique et populaire
Des manifestations populaires soutenues par les partis de gauche et les syndicats contraignent le pouvoir à libérer Sankara. Le 4 août 1983, la garnison insurgée de Pô arrive à Ouagadougou accompagnée d'une foule en liesse. Ce nouveau coup d’État consacre la victoire de l’aile « progressiste » de l’armée menée par le capitaine Thomas Sankara, qui est placé à la présidence du Conseil national révolutionnaire. Il constitue un gouvernement avec le Parti africain de l’indépendance (en) et l'Union des luttes communistes - reconstruite (ULC-R).
Il déclare que ses objectifs sont : « Refuser l'état de survie, desserrer les pressions, libérer nos campagnes d'un immobilisme moyenâgeux ou d'une régression, démocratiser notre société, ouvrir les esprits sur un univers de responsabilité collective pour oser inventer l'avenir. Briser et reconstruire l'administration à travers une autre image du fonctionnaire, plonger notre armée dans le peuple par le travail productif et lui rappeler incessamment que, sans formation patriotique, un militaire n'est qu'un criminel en puissance ». Il s'entoure de cadres compétents, défend la transformation de l'administration, la redistribution des richesses, la libération des femmes, la responsabilisation de la jeunesse, la décentralisation, la lutte contre la corruption, etc. Le 4 août 1984, la République de Haute-Volta est renommée Burkina Faso.

#### Comités de défense de la révolution
Son gouvernement retire aux chefs traditionnels les pouvoirs féodaux qu'ils continuaient d'exercer au profit de Comités de défense de la révolution (CDR), inspirés de l'expérience cubaine, qui sont chargés localement d'exercer le pouvoir au nom du peuple, gérant la sécurité, la formation politique, l'assainissement des quartiers, la production et la consommation de produits locaux ou encore le contrôle budgétaire des ministères.
Parfois, ils refusent après débats certains projets nationaux, comme celui de l'« école nouvelle », qu'ils jugent trop radical.
Les CDR auront cependant tendance à se comporter en milice révolutionnaire faisant régner la terreur, luttant contre les syndicats (jugés dangereux car liés à l'opposition du Front patriotique voltaïque et du Parti communiste révolutionnaire voltaïque (en)). Thomas Sankara dénonce toutefois certains excès des CDR.
Néanmoins, subsiste une opposition  au processus « révolutionnaire et populaire » engagé depuis le coup d'État du 4 août 1983 ; une violente répression s'abat sur elle. Le 11 juin, la Cour martiale révolutionnaire de Ouagadougou statue sur le sort des personnes impliquées dans ce que les autorités présentent comme le « putsch manqué du 28 mai » (le Monde du 11 juin). Sept « conjurés » sont immédiatement fusillés après le verdict, cinq autres condamnés à des peines de travaux forcés. Pour la première fois dans l'histoire de la Haute-Volta, des peines capitales ont été prononcées par un tribunal et exécutées. Parallèlement, un incendie criminel détruit les locaux abritant l'imprimerie du quotidien indépendant l'Observateur.

#### Politique économique
Les dépenses de fonctionnement diminuent pour renforcer l'investissement. Les salaires sont ponctionnés de 5 à 12 % mais les loyers sont déclarés gratuits pendant un an. Par exemple, Sankara arrivant au pouvoir se rend compte que les ministres se déplacent en voiture haut de gamme, il décide alors que désormais les ministres utiliseront une Renault 5, et ainsi montreront l'exemple.
Le nouveau régime vise à développer une économie ne dépendant plus de l'aide extérieure, que Thomas Sankara décrit ainsi : « Ces aides alimentaires […] qui installent dans nos esprits […] des réflexes de mendiant, d’assisté, nous n'en voulons vraiment plus ! Il faut produire, produire plus parce qu'il est normal que celui qui vous donne à manger vous dicte également ses volontés ». Les importations de fruits et légumes sont interdites afin d'inciter les commerçants à se fournir dans les zones de production situées dans le Sud-Ouest du Burkina Faso ; cela est favorisé par la mise en place de nouveaux circuits de distribution et d'une chaîne nationale de magasins. Les CDR permettent aussi aux salariés d'acheter des produits depuis leur lieu de travail.
En 1986, le Burkina Faso atteint son objectif de deux repas et de dix litres d'eau par jour et par personne. Le rapporteur spécial pour le droit à l’alimentation pour les Nations unies déclare au sujet de Sankara : « Il a vaincu la faim : il a fait que le Burkina, en quatre ans, est devenu alimentairement autosuffisant ».
Les fonctionnaires sont incités à porter l'habit traditionnel (Faso dan fani), ce qui conduit de nombreuses femmes à obtenir un revenu propre en tissant ce vêtement directement chez elles.

#### Politique sociale
Soucieux de l'environnement, il dénonce des responsabilités humaines dans l'avancée du désert. En avril 1985, le Conseil national de la révolution lance ainsi les « trois luttes » : fin des coupes de bois abusives et campagne de sensibilisation concernant l'utilisation du gaz, fin des feux de brousse et fin de la divagation des animaux. Le gouvernement mène des projets de barrages alors que des paysans construisent parfois eux-mêmes des retenues d'eau. Thomas Sankara critique également le manque d'aide de la France, dont les entreprises bénéficient pourtant en majorité des marchés liés aux grands travaux.
Symboliquement, une journée du marché au masculin est instaurée pour sensibiliser au partage des tâches ménagères. Thomas Sankara avance aussi l'idée d'un « salaire vital », prélevé à la source d'une partie du salaire de l'époux pour le reverser à l’épouse. Il met fin à la dot et au lévirat, qu’il considère comme une marchandisation des femmes. Il met aussi un terme aux mariages forcés en instaurant un âge légal, interdit l’excision, et tente de s'opposer à la prostitution et à la polygamie.

### Politique internationale

#### Critique de la dette
Au niveau international, il critique les injustices de la mondialisation, le système financier, l'importance du Fonds monétaire international et de la Banque mondiale et le poids de la dette des pays du tiers-monde. Le Burkina Faso ne contracte ainsi pas de prêts avec le FMI, dont il rejette les conditions. Thomas Sankara considère en effet ce système comme un moyen de « reconquête savamment organisée de l'Afrique, pour que sa croissance et son développement obéissent à des paliers, à des normes qui nous sont totalement étrangers ». Anticipant la réaction des pays occidentaux, il insiste à Addis-Abeba en 1987 sur la nécessité d'un refus collectif des pays africains de son paiement : « Si le Burkina Faso tout seul refuse de payer la dette, je ne serai pas là à la prochaine conférence ».
Trois mois avant son assassinat, il prononce, pendant un sommet de l'Organisation de l'unité africaine à Addis-Abeba en 1987, un discours passé à la postérité dans lequel il contestait la légitimité de la dette de son pays et appelle à une action collective de pays africains.

#### Critique de la politique africaine de la France
Thomas Sankara définit son programme comme anti-impérialiste, en particulier dans son « Discours d'orientation politique », écrit en septembre-octobre 1983 par Valère Somé (en) et enregistré dans la salle du Conseil de l'Entente puis diffusé à la radio le 2 octobre 1983,. À cet égard, la France devient la principale cible de la rhétorique révolutionnaire. Ces attaques culminent avec le déplacement de François Mitterrand au Burkina Faso en novembre 1986, au cours duquel Thomas Sankara critique violemment la politique de la France pour avoir reçu Pieter Botha, le Premier ministre d'Afrique du Sud, et Jonas Savimbi chef de l'UNITA, l'un et l'autre « couverts de sang des pieds jusqu'à la tête ».
L'aide économique française est réduite de 80 % entre 1983 et 1985.
Guy Penne, conseiller du président François Mitterrand sur les affaires africaines, organise en France une campagne médiatique de dénigrement à l'encontre de Thomas Sankara en collaboration avec la DGSE, qui fournit à la presse une série de documents sur de supposées atrocités destinés à alimenter des articles à charge.

#### Rapprochement avec Cuba
Un programme de coopération avec Cuba est mis sur pied. Après avoir rencontré Fidel Castro, Thomas Sankara envoie à partir de septembre 1986 de jeunes Burkinabés à Cuba afin qu’ils suivent une formation professionnelle et participent, à leur retour, au développement du pays. Ces derniers doivent être volontaires et sont recrutés sur la base d'un concours avec une priorité donnée aux orphelins et enfants des milieux ruraux et défavorisés. Quelque 600 adolescents se sont ainsi envolés vers Cuba pour terminer leur cursus scolaire et suivre une formation professionnelle afin de devenir médecins, ingénieurs, agronomes ou encore gynécologues.

#### Rapports avec les autres pays
Dénonçant le soutien des États-Unis à Israël et à l'Afrique du Sud, il appelle les pays africains à boycotter les Jeux olympiques d'été de 1984 à Los Angeles. Devant l'Assemblée générale des Nations unies, il dénonce également l'invasion de la Grenade par les États-Unis, qui répliquent en mettant en place des sanctions commerciales contre le Burkina. Toujours à l'ONU, il demande la fin du droit de veto accordé aux grandes puissances. Au nom du « droit des peuples à la souveraineté », il soutient les revendications nationales du Sahara occidental, de la Palestine, les sandinistes nicaraguayens ou encore l'ANC sud-africaine. S'il entretient de bonnes relations avec les dirigeants ghanéen Jerry Rawlings et libyen Mouammar Kadhafi, il est relativement isolé en Afrique de l'Ouest. Les dirigeants proches de la France comme Houphouët-Boigny en Côte d'Ivoire ou Hassan II au Maroc lui sont particulièrement hostiles.
Plusieurs régimes africains proches de Paris organisent en 1985 une tentative de déstabilisation du Burkina Faso afin de favoriser le renversement de Thomas Sankara. Le régime malien du président Moussa Traoré, soutenu par la Côte d'Ivoire et le Togo, fait circuler des rumeurs attribuant à des militaires burkinabés une violation de la frontière et entre en guerre pour quelques semaines avec le Burkina Faso. La Central Intelligence Agency (CIA) note dans un câble que « La guerre est née de l'espoir de Bamako que le conflit déclencherait un coup d’État au Burkina Faso. »

## Assassinat

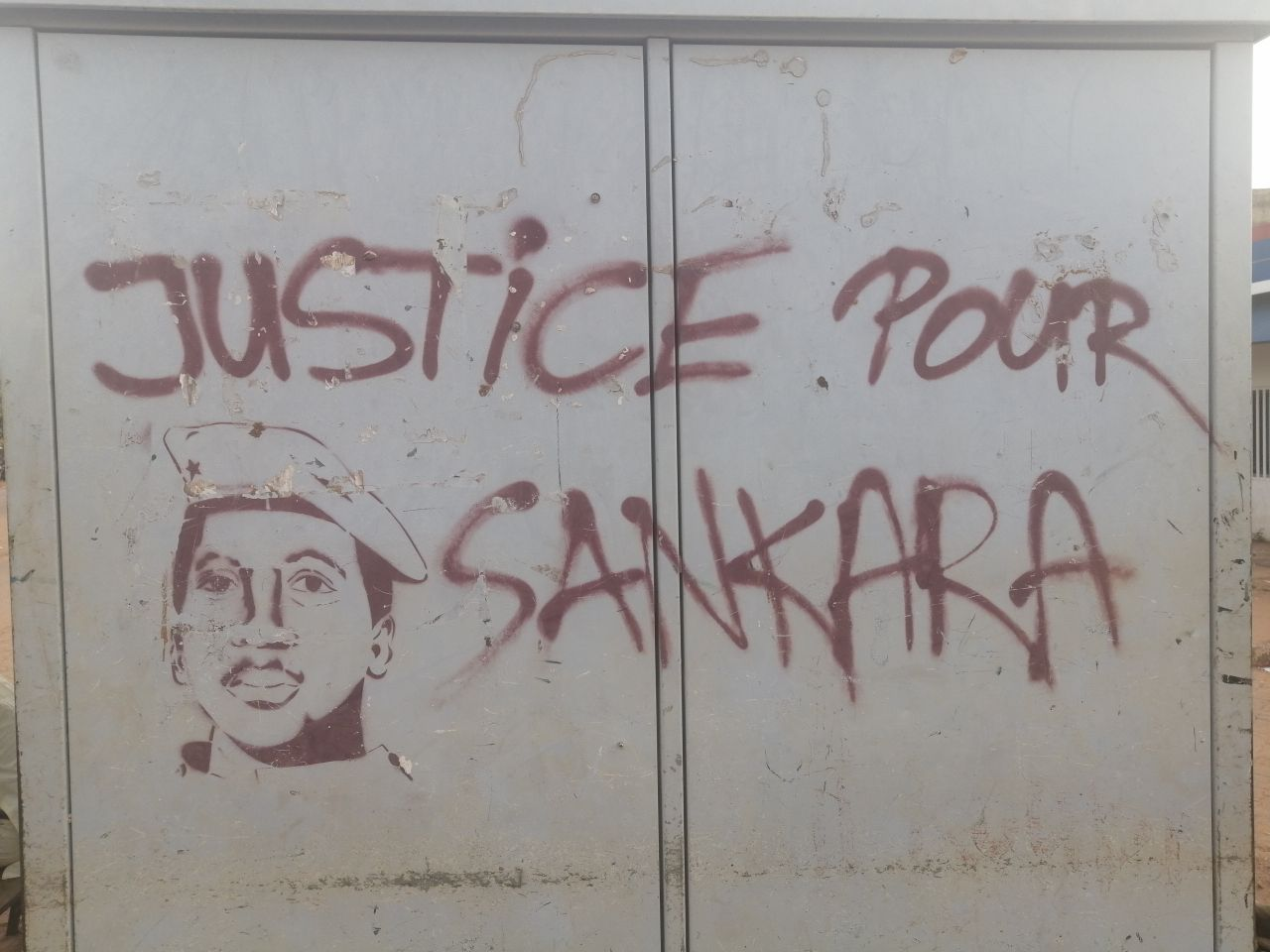
Graffiti d'appel à la justice pour Thomas Sankara

Thomas Sankara est assassiné le 15 octobre 1987.

### Contexte
La rigueur et l'intégrité de Thomas Sankara déplaisent à plusieurs (par exemple, il se déplace dans une Renault 5 et hésite à acquérir un véhicule neuf de peur qu'on pense qu'il vole l'argent de l'État). Par ailleurs, face aux dérives de la révolution, l'enthousiasme retombe, certains membres de la population se sentent frustrés, notamment les chefs traditionnels dont les pouvoirs sont affaiblis par la politique de Sankara.
Dans ce contexte, les relations entre Blaise Compaoré et Thomas Sankara se dégradent à partir de 1985, à un point tel que les deux hommes ne se parlent plus ; deux clans rivaux se forment. La veille de l'assassinat de Sankara, le Conseil des ministres adopte un projet de loi créant une brigade de police « anti-coup d'État » (FIMATS), ce que le camp de Compaoré perçoit comme une menace à son encontre.

### Déroulement
En fin d'après-midi du 15 octobre 1987, Thomas Sankara et six membres de son cabinet sont réunis dans une salle du Conseil de l'entente à Ouagadougou. L'objet de la réunion concerne la création d'un parti politique unique de gauche afin de contrer l'émergence des contestations.
Dès le début de la réunion, un commando militaire fait irruption dans le bâtiment en décimant la garde rapprochée de Sankara puis parvient à la salle de réunion où il donne l'ordre aux occupants de sortir. D'après le témoignage du seul survivant, le conseiller à la présidence Alouna Traoré, Thomas Sankara sort le premier, les mains en l'air, en disant aux membres du cabinet : « Ne bougez pas, c’est de moi qu’ils ont besoin » ; puis il est abattu par les assaillants. Les autres membres subissent le même sort, sauf Traoré qui est conduit dans une autre salle où il retrouve d'autres collègues.
Outre Thomas Sankara, douze personnes sont assassinées.
Cinq membres du cabinet :
- Bonaventure Compaoré, employé à la présidence ;
- Christophe Saba, secrétaire permanent du Conseil national de la Révolution ;
- Frédéric Kiemdé, conseiller juridique à la présidence ;
- Patrice Zagré, professeur de philosophie ;
- Paulin Babou Bamouni, directeur de la presse présidentielle.

Cinq gardes :
- Abdoulaye Gouem ;
- Emmanuel Bationo ;
- Hamado Sawadogo ;
- Noufou Sawadogo ;
- Wallilaye Ouédraogo.

Ainsi que le gendarme Paténéma Soré et Der Somda, le chauffeur de Thomas Sankara.
Au soir du coup d'État, un communiqué lu à la radio annonce la dissolution du Conseil national de la Révolution et la démission du président Sankara, remplacé par Blaise Compaoré.
La même nuit, Thomas Sankara et ses camarades sont enterrés sans tombe au cimetière de Dagnoën à Ouagadougou par une vingtaine de détenus réquisitionnés pour l'occasion. Plus tard, de simples tombes en ciment sont édifiées.
Plusieurs jours après, le certificat de décès de Sankara, publié dans la presse, indique qu'il est décédé de mort naturelle.

### Enquête
Blaise Compaoré est soupçonné d'être le principal responsable de son assassinat.
En 2006, le Comité des droits de l'Homme de l'Organisation des Nations unies condamne l'absence de tout procès ou de toute enquête de la part du gouvernement burkinabè sur la mort de Sankara. Cette décision symbolique constitue une première mondiale dans la lutte contre l'impunité.
Le 14 mai 2015, pour la première fois depuis 2007, Mariam Sankara, de retour à Ouagadougou après le renversement de Blaise Compaoré pour être entendue par le juge chargé d'enquêter sur la mort de son mari, est accueillie par plusieurs milliers de personnes. Des doutes subsistent sur le lieu véritable de la sépulture de Sankara et en mai 2015, un juge burkinabè ordonne l'exhumation de corps du cimetière de Dagnoën pour déterminer s'il s'agit de Sankara et quelles sont les conditions de sa mort.
En décembre 2015, un mandat d'arrêt international est lancé par la justice militaire contre Blaise Compaoré, alors en exil en Côte d'Ivoire. Blaise Compaoré est poursuivi notamment pour son implication présumée dans l'assassinat de Thomas Sankara en 1987,. Le 6 décembre 2015, Gilbert Diendéré, auteur du putsch raté de 2015 au Burkina Faso, est inculpé pour complicité dans l’assassinat de Thomas Sankara. Un article de Jeune Afrique, daté d'octobre 2017, signale que Blaise Compaoré est toujours en Côte d'Ivoire et ne devrait pas faire face à ses juges, « les autorités ivoiriennes semblant peu enclines à l’extrader. »
En octobre 2017, un mémorandum a été remis à l'ambassade de France au Burkina Faso pour demander l'accès à toutes les archives sur l'affaire en plus d'une ouverture d'une enquête judiciaire en France pour le 30e anniversaire de l’assassinat. Des manifestations se sont déroulées à Ouagadougou, menées par le Comité international Thomas Sankara. Le 28 novembre 2017, le président Emmanuel Macron répond à ces demandes et affirme que tous les documents français liés à son assassinat seront déclassifiés pour la justice burkinabè. Elles sont versées au dossier judiciaire en 2020,.
En octobre 2020, le juge d'instruction au sein du tribunal militaire en charge de l'assassinat de Sankara et des douze personnes assassinées en même temps, termine son travail et rend une ordonnance dans laquelle 25 inculpés sont nommés dont Blaise Compaoré, son chef d'état-major personnel le capitaine Gilbert Diendéré, et le chef du commando Hyacinthe Kafando.
En avril 2021, des avocats annoncent que Blaise Compaoré (toujours en exil en Côte d’Ivoire) et treize autres accusés dont Gilbert Diendéré vont être jugés pour attentat à la sûreté de l’État, complicité d’assassinats et complicité de recel de cadavres. Le 17 août 2021, le procureur militaire du Burkina Faso annonce que le procès de Blaise Compaoré et des 13 autres accusés aura lieu le 11 octobre 2021. La Côte d’Ivoire refuse cependant l'extradition de l'ancien président burkinabé. Le procès est brièvement interrompu après le coup d'État de janvier 2022 au Burkina Faso. Le 8 février 2022, le parquet militaire requiert 30 ans de prison à l'encontre de Compaoré pour « atteinte à la sûreté de l'État », « recel de cadavre » et « complicité d'assassinat », 30 ans contre Hyacinthe Kafando, 20 ans contre Gilbert Diendéré et 15 ans contre Jean-Pierre Palm. Parmi les 10 autres accusés, 5 sont acquittés,.
Le 6 avril 2022, Blaise Compaoré est reconnu coupable d'avoir commandité le meurtre de Sankara et est condamné par contumace à la prison à perpétuité. Diendéré est condamné à la même peine.

### Allégations d'ingérences étrangères
L'action de la France est régulièrement soupçonnée car Thomas Sankara est devenu gênant du fait de sa lutte contre le néocolonialisme, l'impérialisme et la Françafrique,. Est notamment accusée la main de Jacques Foccart, conseiller du premier ministre Jacques Chirac au moment des faits et considéré comme le « Monsieur Afrique » du gouvernement. Dans un discours du 28 novembre 2017, Emmanuel Macron, alors président de la république française, promet devant un parterre d’étudiants de l'université de Ouagadougou que les archives françaises sur l’assassinat de Thomas Sankara seront déclassifiées et transmises à la justice burkinabée. Cependant, malgré les espoirs suscités par cette annonce, la masse de documents reçue par les magistrats ouagalais contient uniquement des archives classiques et « quelques notes sans intérêt des services secrets » qui mettent en évidence un complot « projeté par Thomas Sankara pour éliminer Blaise Compaoré »,.
L'implication de la Libye a parfois aussi été alléguée (en dépit du soutien politique et matériel qu'elle apportait à la révolution initialement). La relation entre Mouammar Kadhafi et Thomas Sankara se dégrade lorsque ce dernier refuse de soutenir la position libyenne au Tchad, favorable à Goukouni Oueddei contre Hissène Habré appuyé par la France. Sankara refuse également d'aider Charles Taylor, soutenu par Kadhafi et le président de la Côte d'Ivoire, Félix Houphouët-Boigny, dans son projet de renverser le pouvoir au Liberia. En 2008, Prince Johnson déclare que Charles Taylor et lui-même ont été sollicités pour assassiner Thomas Sankara, en désignant Blaise Compaoré pour commanditaire, avec la caution de Félix Houphouët-Boigny. L’enquête menée à partir de 2015 afin d'éclaircir les circonstances de cet assassinat semble toutefois écarter cette hypothèse, bien que des doutes perdurent.
Le procès de Blaise Compaoré porte uniquement sur le volet national de l'assassinat, les complicités étrangères n'étant pas évoquées. À son issue en avril 2022, les avocats de la partie civile déposent une requête auprès du tribunal militaire pour relancer l’instruction du volet international du dossier.

## Idéologies

### La lutte anti-impérialiste
Thomas Sankara est un des chefs du Mouvement des non-alignés. Il côtoie beaucoup de militants d'extrême gauche dans les années 1970 et se lie d'amitié avec certains d'entre eux. Il met en place un groupe d'officiers clandestins d'influence marxiste : le Regroupement des officiers communistes (ROC).
Dans ses discours, il dénonce le colonialisme et le néo-colonialisme, dont celui de la France, en Afrique (notamment les régimes clients de Côte d'Ivoire et du Mali, lequel lance plusieurs fois des actions militaires contre le Burkina Faso, soutenues par la France).
Il se rapproche de plusieurs pays du bloc socialiste. En octobre 1986, peu avant le sommet Gorbatchev-Reagan à Reykjavik, il se rend une semaine en URSS, mais aussi à Cuba du 25 septembre au 1er octobre 1984, puis une deuxième fois au mois de novembre 1986.
Parallèlement, il rejette le fardeau de la dette qui pèse sur les pays en voie de développement. Son discours contre la dette,, prononcé le 29 juillet 1987 à Addis-Abeba lors d'un sommet de l'Organisation de l'unité africaine, est sans doute le plus connu des discours de Thomas Sankara. Il y déclare que son pays ne remboursera pas ses créanciers, et argumente notamment ainsi : « la dette ne peut pas être remboursée parce que si nous ne payons pas, nos bailleurs de fonds ne mourront pas. Soyons-en sûrs. Par contre, si nous payons, c'est nous qui allons mourir. Soyons en sûrs également. ». D'après Le Parisien, dans les années 1980, certains pays du tiers monde affrontent une « crise de la dette », et le Fonds monétaire international et la Banque mondiale exigent des plans de rigueur de la part des pays concernés. Sankara s'oppose à ces plans, lesquels sont jugés par le journal « incompatibles avec toute politique sociale ».

### La démocratie participative
Souhaitant redonner le pouvoir au peuple, dans une logique de démocratie participative, il crée les Comités de défense de la révolution (CDR) auxquels tout le monde peut participer, et qui assurent la gestion des questions locales et organisent les grandes actions. Les CDR sont coordonnés dans le Conseil national de la révolution (CNR). Cette politique vise à réduire la malnutrition, la soif (avec la construction massive par les CDR de puits et retenues d'eau), la diffusion des maladies (grâce aux politiques de « vaccinations commandos », notamment des enfants, burkinabès ou non) et l'analphabétisme qui diminuera chez les hommes mais reste très élevé chez les femmes, malgré la mise en place de programmes spécifiques comme l'opération « pountoi ». Des projets de développement sont également portés par les CDR, comme l'aménagement de la « Vallée de la Sourou » destiné à irriguer 41 000 hectares. Le taux d'alphabétisation passe de 13 % en 1983 à 73 % en 1987
Concernant la démocratie, il développe une pensée originale : « Le bulletin de vote et un appareil électoral ne signifient pas, par eux-mêmes, qu'il existe une démocratie. Ceux qui organisent des élections de temps à autre, et ne se préoccupent du peuple qu'avant chaque acte électoral, n'ont pas un système réellement démocratique. […] On ne peut concevoir la démocratie sans que le pouvoir, sous toutes ses formes, soit remis entre les mains du peuple ; le pouvoir économique, militaire, politique, le pouvoir social et culturel ».
Il est le seul président d'Afrique à avoir vendu les luxueuses voitures de fonctions de l'État pour les remplacer par des Renault 5,. Profitant de son passage à l'ONU en 1984, il devient le premier dirigeant africain à se rendre dans le quartier d'Harlem où il prononce un discours,. Les voyages en classe affaires sont supprimés, les salaires des ministres et hauts fonctionnaires sont baissés. Sankara explique cette approche en février 1986, « Karl Marx le disait, on ne pense ni aux mêmes choses ni de la même façon selon que l'on vit dans une chaumière ou dans un palais ».

### Droits fondamentaux des peuples
Devant l'ONU, il défend le droit des peuples à manger à leur faim, boire à leur soif, et à être éduqués. Pendant ces quatre années, le Burkina Faso est, selon les critères géopolitiques nés au milieu des années 1970, la dernière révolution de l'« Afrique progressiste », opposée à l'« Afrique modérée ».

### Protection de l'environnement
Il lance le premier programme africain de lutte contre la désertification et la déforestation. Si symboliquement, il institue la coutume de planter un arbre à chaque grande occasion pour juguler la désertification, il crée également un ministère de l'environnement (pionnier sur le continent) et multiplie les campagnes de lutte contre le déboisement, les feux de brousse et la chasse illégale.

### Émancipation des femmes
Sankara tente également de rompre avec la société traditionnelle inégalitaire burkinabè, en affaiblissant le pouvoir des chefs de tribus, et en cherchant à intégrer les femmes dans la société à l'égal des hommes.

## Hommages

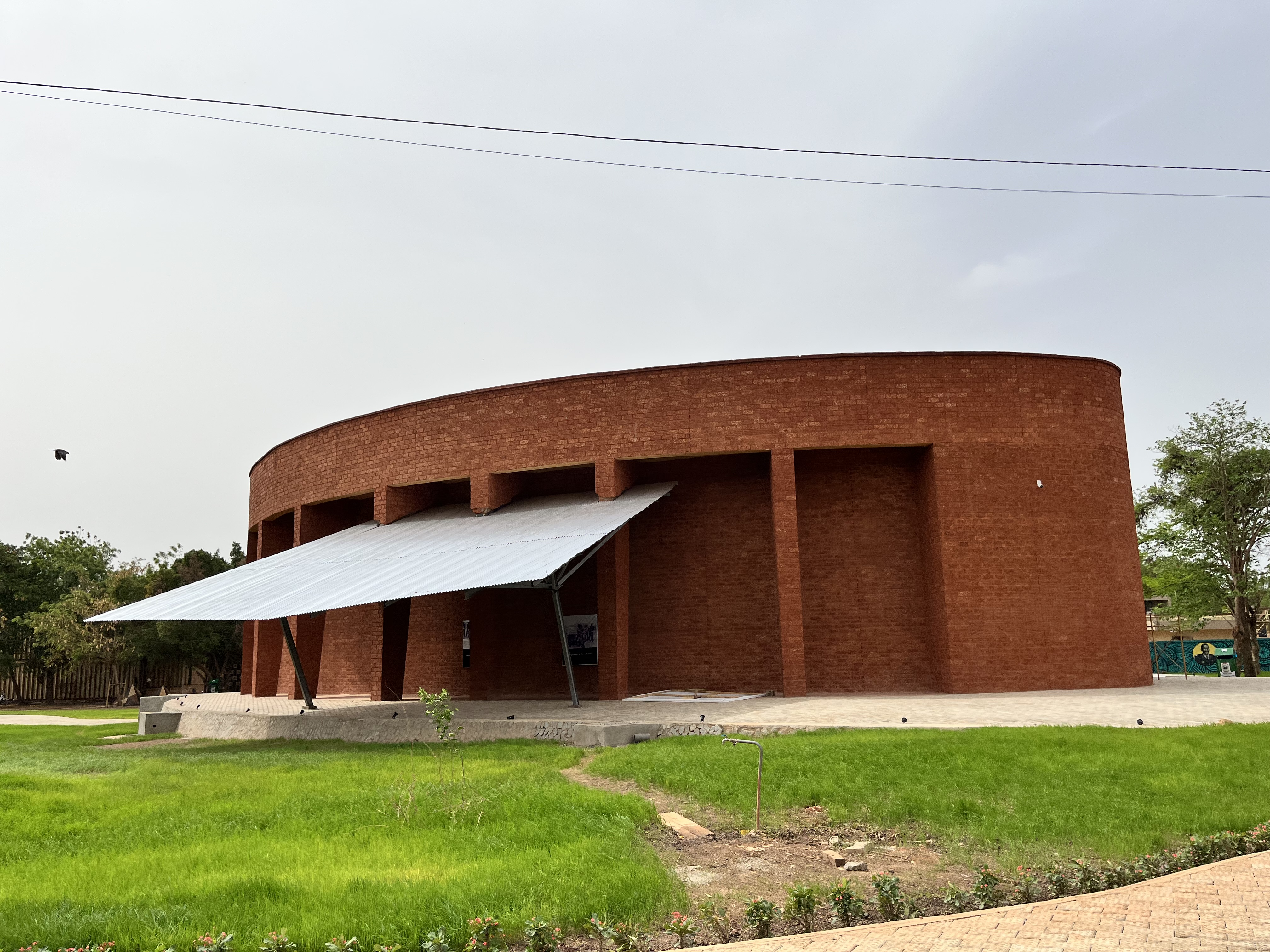
Mausolée de Thomas Sankara à Ouagadougou, inaugurée en 2025 fesant partie du mémorial Thomas-Sankara.

Thomas Sankara est parfois considéré comme un « Che Guevara africain ». Au Burkina Faso, une multitude de partis et de mouvements de la société civile se réclament de lui. Il est parfois surnommé le « président des enfants » ou le « président des pauvres ».
Thomas Sankara est proclamé modèle par la jeunesse africaine au Forum social africain de Bamako en 2006 et au Forum social mondial de Nairobi en 2007.
Depuis le 28 décembre 2005, une avenue de Ouagadougou porte son nom, dans le cadre plus général d'un processus de réhabilitation décrété en 2000 mais bloqué depuis lors. Diverses initiatives visent à rassembler les sankaristes et leurs sympathisants, notamment par le biais d'un comité national d'organisation du 20e anniversaire de son décès, et à célébrer sa mémoire, notamment par des manifestations culturelles, tant au Burkina Faso que dans divers pays d'implantation de l'émigration burkinabè. En 2007, pour la première fois depuis 19 ans, la veuve de Thomas Sankara, Mariam Sermé Sankara, a pu aller se recueillir sur sa tombe présumée lors des 20e commémorations à Ouagadougou.
Différents réseaux internationaux, notamment le Comité pour l'abolition des dettes illégitimes (CADTM), ont fait du discours de Sankara contre la dette une sorte d'étendard et font référence à son combat.
Le 2 octobre 2016, un mémorial est inauguré sur le lieu symbolique du siège du conseil de l'Entente, où a eu lieu son assassinat. Une statue géante de Sankara fut officiellement inaugurée sur le site en 2020.
En février 2023, Thomas Sankara et les douze autres personnes assassinées en octobre 1987, sont inhumées derrière la statue du mémorial.
Le 17 mai 2025, le mausolée Thomas-Sankara est inauguré sur le site du mémorial en présence des Premiers ministres du Burkina Faso, du Sénégal et du Tchad et de représentants de pays de l'Alliance des États du Sahel. Il abrite les dépouilles de Thomas Sankara et des douze autres personnes assassinées avec lui, cinq membres de son cabinet, cinq gardes, un gendarme et le chauffeur personnel de Sankara.
Le cestode Spiniglans thomassankara lui est dédié. Il s'agit d'un parasite trouvé chez des tisserins (genre Ploceus) et décrit de spécimens collectés à la fin des années 1980 en Afrique de l'Ouest.
En octobre 2023, le gouvernement burkinabè élève Sankara au rang de « héros de la Nation ». Le boulevard du général Charles-de-Gaulle de Ouagadougou change de nom pour devenir le boulevard Thomas-Sankara.

## Publications et discours
- Thomas Sankara, Oser inventer l'avenir, Pathfinder, 1991.
- Thomas Sankara, L'émancipation des femmes et la libération de l'Afrique, Pathfinder, 1990, 2001, 2008.
- Thomas Sankara, Anthologie des discours de Thomas Sankara, éd. Kontre Kulture, 2013.
- Thomas Sankara, commenté par Jean Ziegler, Discours sur la dette, Elytis 2014  (ISBN 978-2-35639-135-3), L'Esprit du temps 2017  (ISBN 978-2-84795-407-4).
- Extrait du discours sur la dette des pays africains par Thomas Sankara à la 25e Conférence de l'OUA (Addis-Abeba, le 29 juillet 1987) (texte : Wikisource, vidéo : Dailymotion - Discours de Thomas Sankara à Addis Abeba).
- La liste des discours de Thomas Sankara.
- La liste des interviews de Thomas Sankara.

### Musique
- Sankara, Alpha Blondy, album Jah Victory.
- Sankara, Kinkeliba, album Couleurs Croisées.
- Sankara, Tao Ravao et Vincent Bucher, album Piment Bleu
- Présidents d'Afrique, Didier Awadi, album President d'Afrique.
- Les martyrs, Tiken Jah Fakoly, album Cours d'histoire.
- Sankara, Cheikh Lô, album Jamm.
- Land Of The Upright Ones, Heaven Shall Burn, album Veto.
- Sankara du Burkina, Sams’K Le Jah, album Une bougie pour Thomas Sankara.
- Sauvagerie #2, Kalash Criminel, (« ma prof d'histoire connaissait pas Thomas Sankara, j'trouve ça regrettable ! »).
- Sankara, JP Manova, album 19h07.
- The Ready-Mades, Ouagadougou Blues (live).
- Mémoire (hommage à T. Sankara), Lessazo ([71]).
- Cheum, Nekfeu, (« Papa me parle de Sankara, jeune babtou traîne qu'avec Arabes »).
- Noir désir, Youssoupha, ("Récupérez vos Voltaire et vos Guevara / Mon Histoire est écrite par Franz Fanon et par Sankara")

### Films documentaires
- Les Orphelins de Sankara, un film documentaire de Caroline Berger
- Capitaine Thomas Sankara, requiem pour un président assassiné, film de Didier Mauro, 1987
- Thomas Sankara, film de Balufu Bakupa-Kanyinda, 1991.
- Sankara pour mémoire, un film de Michaël Phelippeau, 2001.
- Robin Shuffield, Thomas Sankara, l'homme intègre, prod. Arte, France 3, 2006.
- Quand Sankara…, film d'Armand Gbaka-Brédé dit Gauz, 2006.
- Fratricide au Burkina (Thomas Sankara), film de Didier Mauro et Thuy Tiên Ho, 2007.
- Même pêre même mère, film de voyage d'Alessandro Gagliardo, Julie Ramaïoli et Giuseppe Spina, 2008.
- Sankara dans mes rimes, film de Jean Camille Baoui Ziba, 2009.
- Sur les traces de Thomas Sankara & Héritages en partages, film en deux parties du collectif Baraka, 2011[72].
- Capitaine Thomas Sankara, film de Christophe Cupelin, 2012[73].
- Qui es-tu Octobre ?, film de Julie Jaroszewski, 2017[74].
- Sankara n'est pas mort, film de Lucie Viver, 2020.

#### Bases de données et notices
- (mul) Site officiel
- Ressources relatives à l'audiovisuel :   - Africultures
  - France 24
  - IMDb
- Ressources relatives à la musique :   - Discogs
  - MusicBrainz
- Ressource relative à la vie publique :   - Documents diplomatiques suisses 1848-1975
- Ressource relative au spectacle :   - Les Archives du spectacle
- Ressource relative à plusieurs domaines :   - Radio France
- Notices dans des dictionnaires ou encyclopédies généralistes :   - BlackPast
  - Britannica
  - Den Store Danske Encyklopædi
  - Deutsche Biographie
  - Dizionario di Storia
  - Internetowa encyklopedia PWN
  - Nationalencyklopedin
  - Munzinger
  - Store norske leksikon
  - Universalis
- Notices d'autorité :   - VIAF
  - ISNI
  - BnF (données)
  - IdRef
  - LCCN
  - GND
  - Espagne
  - Pays-Bas
  - Pologne
  - Israël
  - NUKAT
  - Suède
  - Norvège
  - Tchéquie
  - Portugal